# Fondamenta delle Zattere
La Fondamenta delle Zattere (in dialetto veneziano Fondamenta de le Zàtare) è una lunga fondamenta che costituisce il limite meridionale della città di Venezia.
Situata nel sestiere di Dorsoduro, si affaccia sul Canale della Giudecca e lo costeggia per la quasi totalità della sua lunghezza, con un percorso lungo all'incirca un chilometro che inizia a ridosso della Stazione Marittima a San Basilio e arriva fino alla Punta della Dogana, dove il Canale della Giudecca sfocia nel Bacino di San Marco.
Essendo esposta interamente verso sud, è molto soleggiata e costituisce una tradizionale meta di passeggiate primaverili ed estive, favorite anche dai bar, dalle gelaterie e dai ristoranti che vi si affacciano.

## Storia
Si tratta di una delle zone più antiche della città. Secondo la tradizione, sarebbe proprio in vicinanza di questa zona che nell'anno 810 avrebbe avuto luogo lo scontro navale tra l'esercito franco agli ordini di Pipino d'Italia, figlio di Carlo Magno e le truppe della nascente Repubblica di Venezia. Favoriti dalla conoscenza dei fondali, i Veneziani, usando imbarcazioni a fondo piatto e prive di bordi, simili quindi a zattere, attirarono i battelli franchi in zone a basso pescaggio, provocandone l'incagliamento e riuscendo quindi a sconfiggerli. L'esito della battaglia pose fine alla guerra e allo stesso tempo sancì definitivamente la totale indipendenza della Serenissima Repubblica, che nello stesso anno trasferì la sua sede da Metamauco (Malamocco) a Rivo Alto (l'odierno sestiere di San Marco) sotto il dogado di Agnello o Angelo Partecipazio, che nell'elenco tradizionale dei dogi è il decimo della sequenza ma che molti storici tendono a considerare come l'effettivo primo doge di Venezia a pieno titolo. La Fondamenta delle Zattere sarebbe stata denominata in questo modo proprio in ricordo di questo episodio storico. Tuttavia, l'episodio storico a cui si fa riferimento ebbe in realtà luogo in un altro punto della laguna veneta, nei pressi di Albiola.
Un'altra ipotesi più attendibile ricollega il nome all'uso originario di questa lunga riva come punto di arrivo dei carichi di carbone, legname e di sale, che nel tratto finale di navigazione lungo il Canale della Giudecca venivano trasportati su zattere. In effetti nell'ultimo tratto della fondamenta verso la Basilica di Santa Maria della Salute sono tuttora presenti le massicce fabbriche dei Magazzini del Sale, chiamati anche Saloni, destinate dalla Repubblica di Venezia allo stoccaggio di questa merce, preziosa per l'epoca. La Fondamenta delle Zattere è toponomasticamente suddivisa in quattro tronconi, a partire da San Basilio verso il Bacino di San Marco:
- le Zattere al Ponte Longo
- le Zattere ai Gesuati, su cui si affacciano la chiesa di Santa Maria della Visitazione o degli Artigianelli e la chiesa dei Gesuati
- le Zattere agli Incurabili, su cui si affaccia la piccola chiesa dello Spirito Santo
- le Zattere ai Saloni, dominate dai Magazzini del Sale e terminanti con la Punta della Dogana.

## Galleria d'immagini

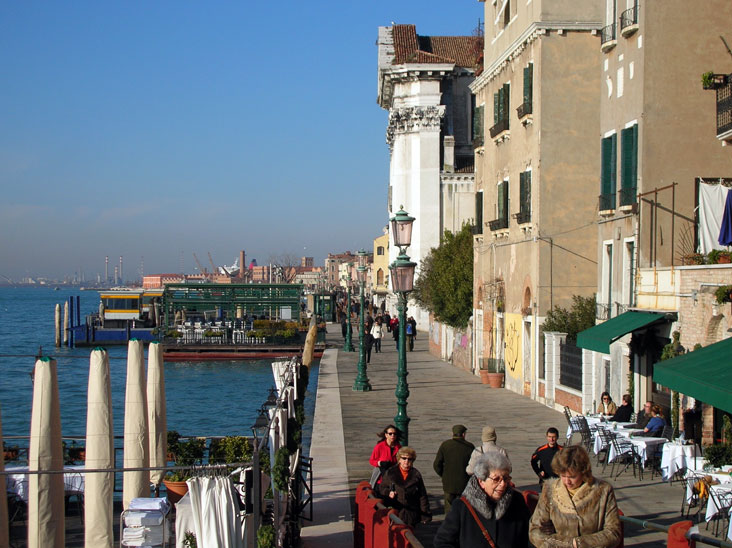
Le Zattere ai Gesuati
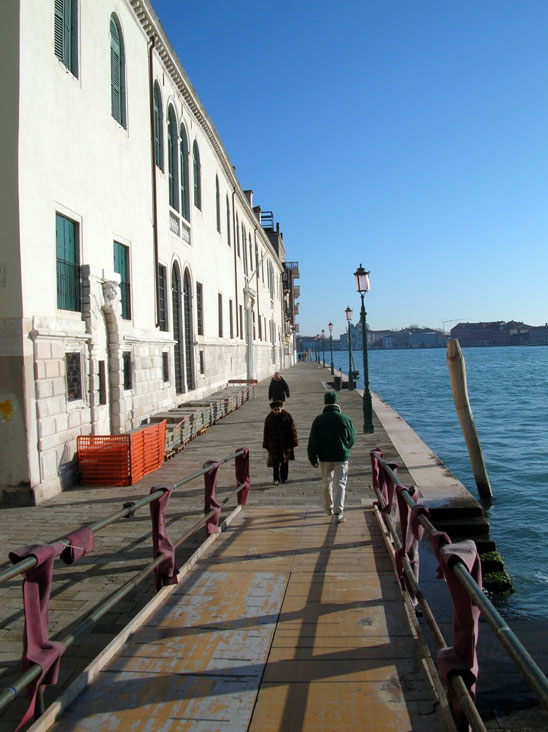
Le Zattere allo Spirito Santo all'altezza degli Incurabili